# Вестре Акер
Вестре Акер (норв. Vestre Aker) — адміністративний район (бюдель) в Осло.

## Місцевості
| - Серкедален - Богстад - Реа | - Гусебю - Говсетер - Голмен | - Голменколлен - Воксеносен - Слемдал | - Ріс - Віндерен - Фреен | - Вульват - Грімелунн - Борген |  |